# Köster-Stiftung
Die Heinrich und Caroline Köster Testament-Stiftung, kurz Köster-Stiftung, in Hamburg-Barmbek-Nord ist eine im Jahr 1885 gegründete gemeinnützige Einrichtung. Als Stiftungszweck genannt wurde der Bau von Wohnungen für bedürftige Kinderreiche und alte Menschen, "welche ihnen zu möglichst niedriger Miete überlassen werden sollen". Schon damals verfuhr man nach der heute noch modernen Devise "Hilfe zur Selbsthilfe". Heute bietet die Stiftung nach wie vor preiswerten Wohnraum, aber auch moderne soziale Dienstleistungen für ältere Menschen. Am 14. Oktober 2019 trat sie dem 'Hamburger Bündnis für Wohnstifte' bei, das zu diesem Datum gegründet wurde, um gemeinnütziges Wohnen in der Hansestadt weiterhin langfristig absichern zu helfen.

## Stifter
Heinrich Köster wurde am 13. Januar 1803 in Hamburg geboren. Sein Vater, Johann Heinrich war Hamburger Großkaufmann und entstammte einer angesehenen Hamburger Familie. Seine Mutter Henriette war die Tochter des Wandsbeker Pastors Johann Nicolaus Milow. Sie starb, als Heinrich Köster fünf Jahre alt war. Nachdem auch sein Vater früh gestorben war, begann der durch die Folgen der Kontinentalsperre nahezu mittellos gewordene Heinrich seine kaufmännische Ausbildung in London und lebte im Anschluss für 30 Jahre in Nord- und Südamerika. 1851 kehrte er zurück nach Hamburg und machte sich als Reeder und Kaufmann selbständig. Durch seine Auslandgeschäfte, insbesondere nach Saint Thomas, einer Insel der Amerikanischen Jungferninseln, von der auch seine Frau Caroline, geborene Benjamin, stammte wurde er vermögend. Er besaß ein Haus an der Palmaille, ein Kontorhaus am Alstertor, ein Haus in Eppendorf und zwei eigene Schiffe. Bereits zu seinen Lebzeiten setzte sich Köster für in Not geratene Mitmenschen ein. In den 1870er Jahren unterhielt Heinrich Köster 16 kleine einstöckige Häuschen mit 2- und 3-Zimmer-Wohnungen an der damaligen Kirchentwiete, der heutigen Kellinghusenstraße. Da eines seiner eigenen Häuser in der Kirchstraße, der heutigen Ludolfstraße lag, sammelte Heinrich Köster durch den engen Kontakt mit den Bewohnern Erfahrungen, die sich später in den Anordnungen seines Testaments niederschlugen.
In seinem Testament vom 14. Mai 1879 legte Köster fest, dass eine Million Goldmark (heute ca. 6,4 Millionen Euro) aus seinem Vermögen in eine Heinrich und Caroline Köster Testament-Stiftung fließen sollte, welche Wohnungen für bedürftige Kinderreiche und alte Menschen bauen und ihnen zu möglichst niedriger Miete überlassen sollte.
Heinrich Köster starb am 30. August 1884 und wurde im Familiengrab auf dem Hammer Friedhof beigesetzt. Seine Frau Caroline übernahm die Wünsche und Anordnungen in ihr eigenes Testament. Caroline Köster starb am 10. September 1894.

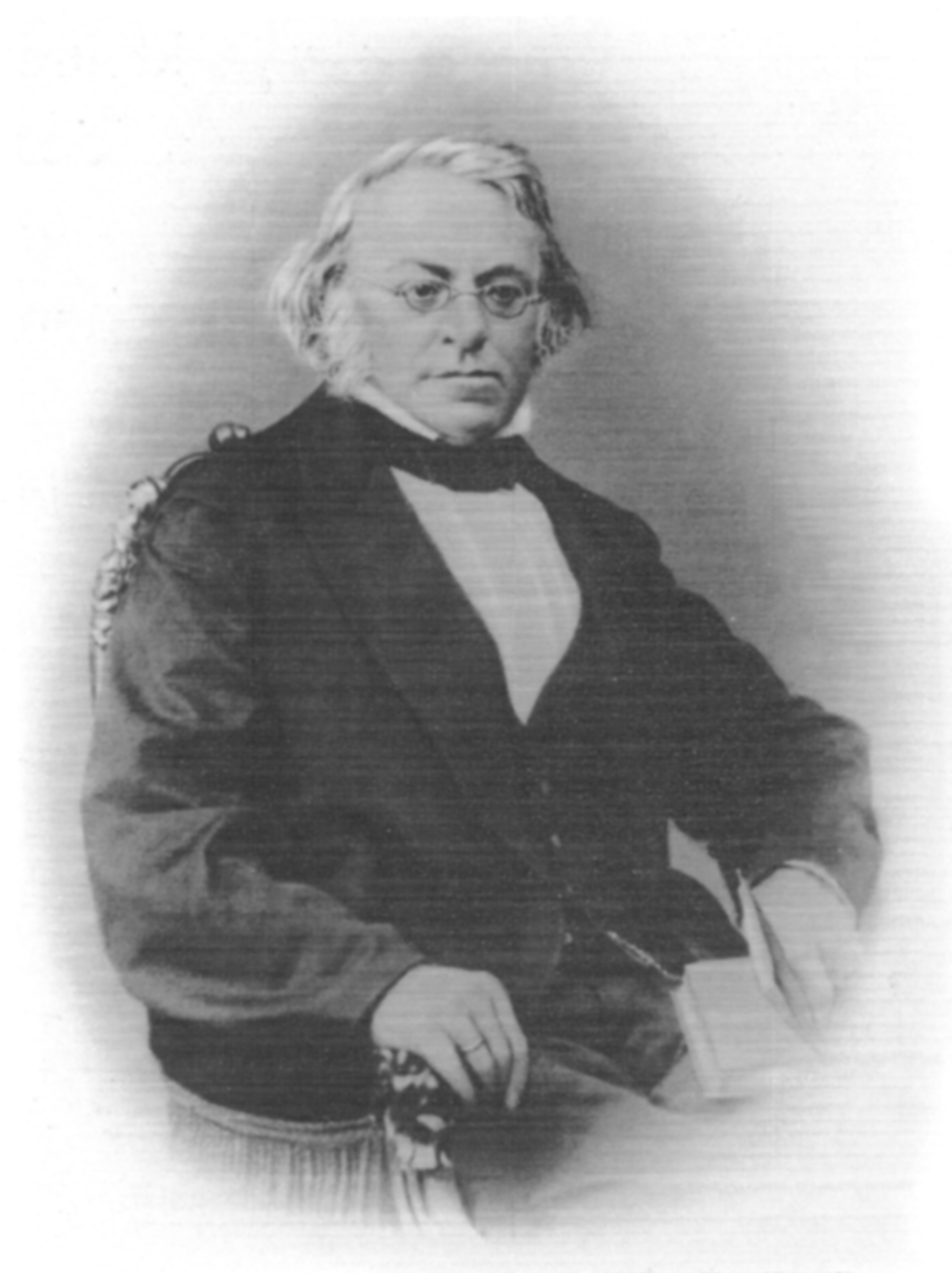
Heinrich Köster
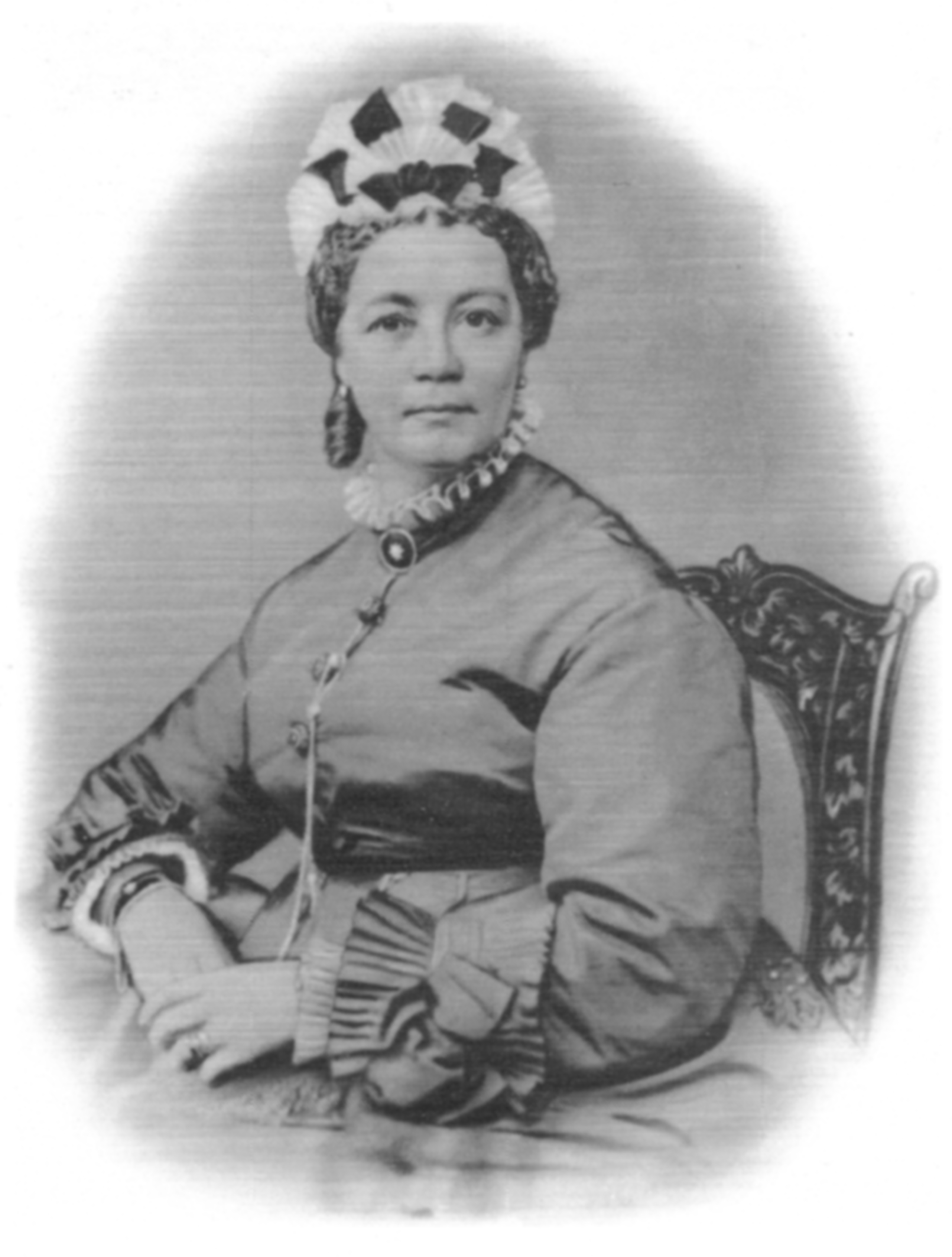
Caroline Köster

## Geschichte

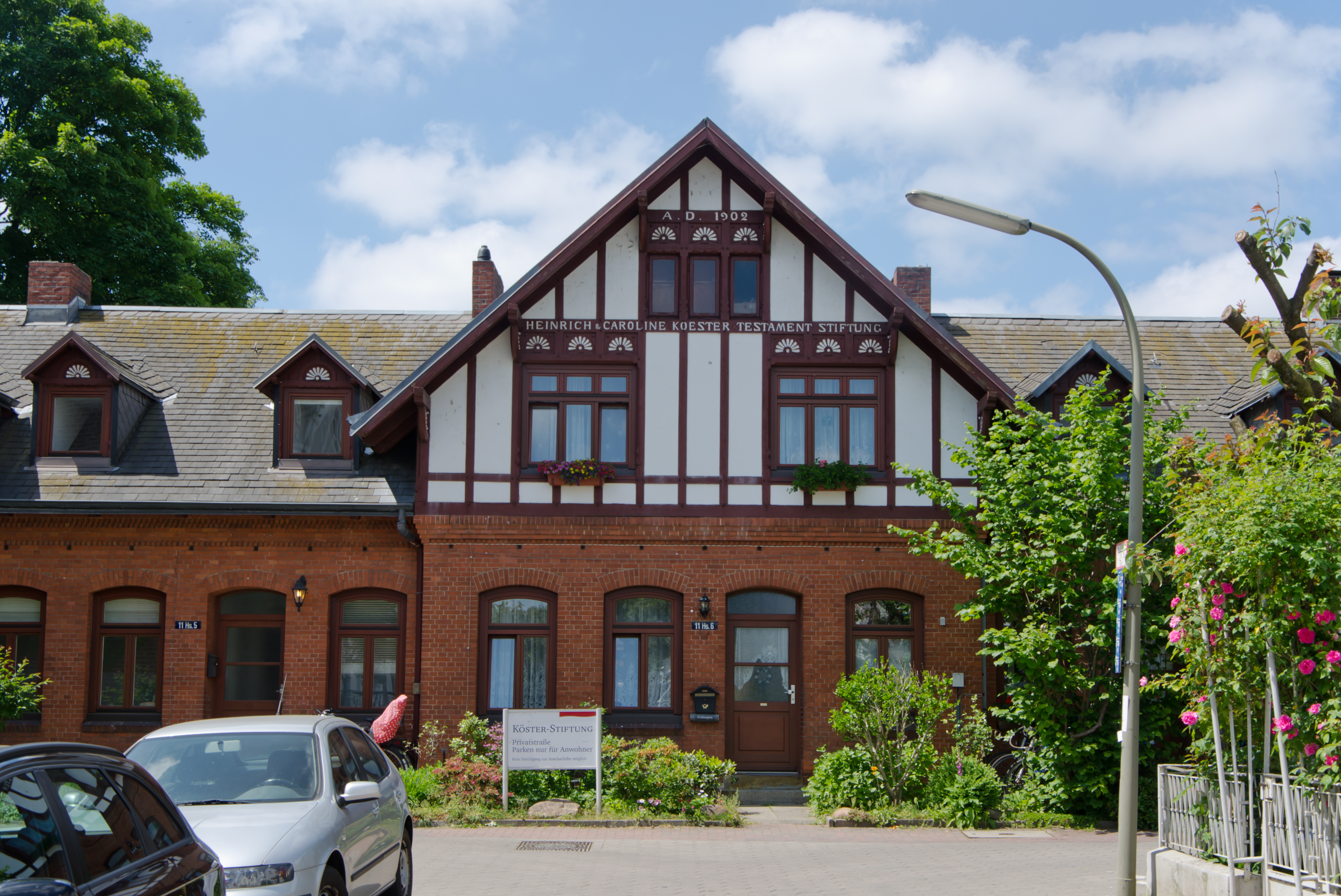
Haus in der Kösterstraße Hamburg-Eppendorf

Die ersten ehrenamtlichen Verwalter der Wohnstiftung wurden mit Wirkung zum 1. Februar 1895 eingesetzt. Dies waren G. Embden, Pastor Arnold Köster aus St. Georg und als Mitglied der Familie der Kaufmann Johannes Köster. Bis heute ist in der Satzung festgelegt, dass im Stiftungsvorstand mindestens ein Nachkomme der Familie von Heinrich und Caroline Köster und nach Möglichkeit ein evangelischer Pastor vertreten sein soll.
Die 16 Häuser an der Kirchentwiete sollten 1897 wegen einer Verbreiterung der Straße abgerissen werden. Die Stiftung wünschte sich als Ersatz 18.000 m² Bauland an der Frickestraße in Eppendorf zur Bebauung mit etwa 80 Häusern. Dies wurde vom Senat jedoch abgelehnt. Die Stiftungsverwalter erwarben daraufhin ein Grundstück an der Bramfelder Straße in Hamburg-Barmbek und ein weiteres nahe der Tarpenbekstraße in Hamburg-Eppendorf. Eine Vereinbarung mit der Stadt Hamburg konnte schließlich am 18. Februar 1901 geschlossen werden, nach der Hamburg das Grundstück in der Kirchentwiete und ein Teil des kurz zuvor von der Stiftung in Barmbek erworbenen Grundstücks für 60.000 Goldmark erwarb. Gleichzeitig wurden zwei schmale neben dem Barmbeker Grundstück gelegene Ersatzflächen der Stiftung überlassen. Die Grundstücksverhältnisse waren damit geklärt. Auf dem Eppendorfer Grundstück entstanden von 1901 bis 1906 im Stil der Kirchtwietenhäuser 23 neue Häuser in der neu entstandenen Kösterstraße. Diese Häuser wurden an kinderreiche Familien vermietet.

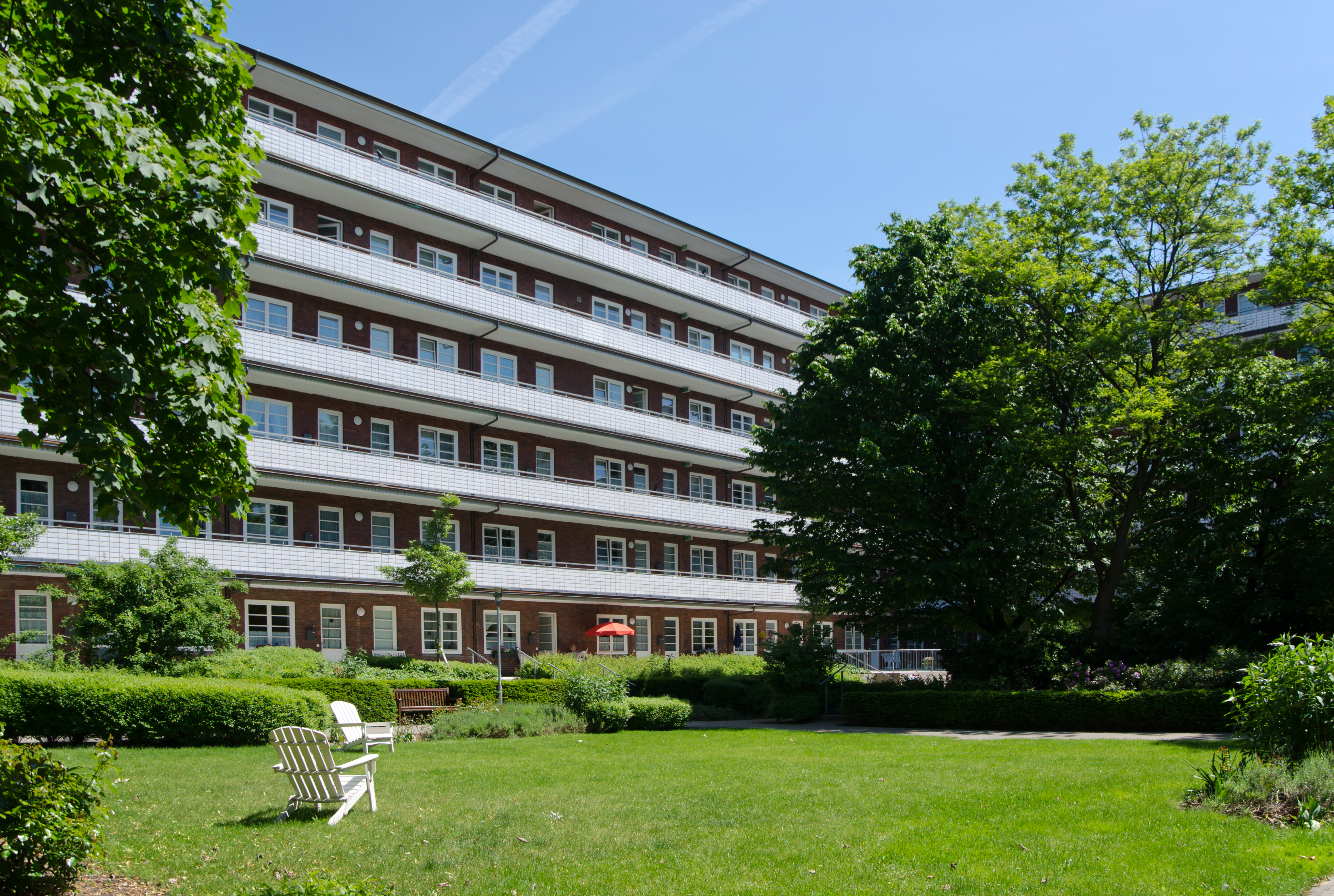
Haus Köster 1 in Hamburg-Barmbek

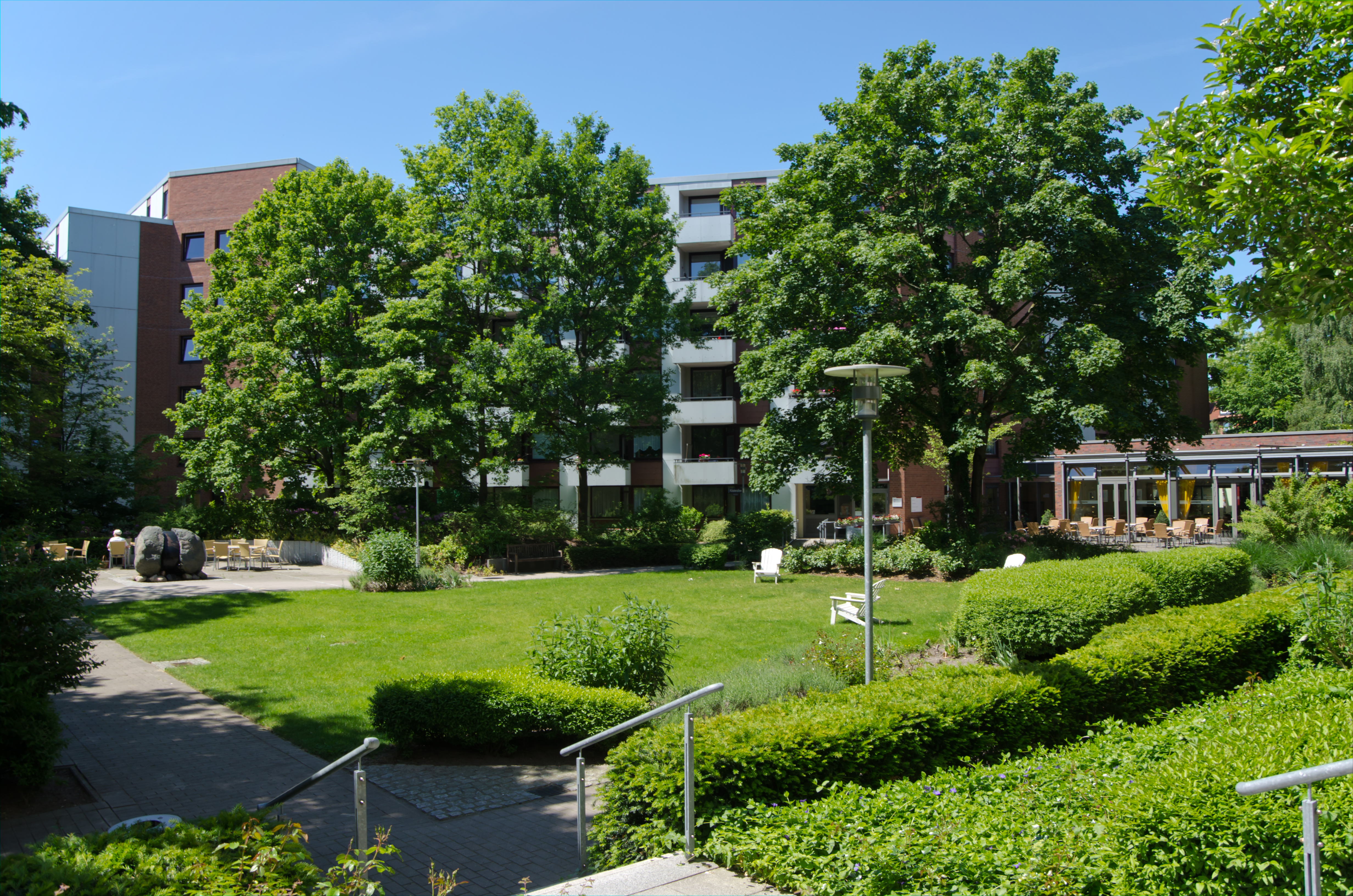
Haus Köster 2 mit dem Köster-Café

An der neu entstandenen Kösterallee in Barmbek entstanden bis zum November 1901 im gleichen Stil 14 Reihenhäuser. Mit den Vorbereitungen für weitere 13 Häuser wurde im Januar 1903 begonnen. Weitere 16 modernere zweistöckige Reihenhäuser wurden 1927 errichtet.
Ab 1929 wurde an der Kösterallee nach Plänen des Architekten Paul Frank der Senioren-Wohnstift „Haus Köster“ (heutiges Haus Köster 1) errichtet und 1932 durch einen weiteren Flügel ergänzt. Dieses Gebäude entstand im modernen Laubengangstil.
Während der Operation Gomorrha wurden die Reihenhäuser der Kösterallee fast vollständig zerstört. Nur einige erhaltene Untergeschosse dienten ausgebombten Hamburgern als Notunterkünfte, wurden 1968/69 aber schließlich abgerissen und die Straße aufgehoben. Das Seniorenwohnstift wurde 1943 ebenfalls stark beschädigt und es gingen alle Wohnungen im fünften Stockwerk durch Brandbomben verloren. Diese Wohnungen konnten erst im Jahr 1953 wieder aufgebaut werden. Durch Sprengbomben waren schwere Schäden an den Laubengängen entstanden, welche 1964/65 vollständig erneuert wurden. 1981 wurde das Gebäude unter Denkmalschutz gestellt. Weitere Reparaturen wurden 1984/85 an den Stahlträgern der Laubengänge und den Balkonen notwendig.
1974 begannen die Planung für eine neue Bebauung auf dem Gelände der früheren Kösterallee. Das Konzept für das Haus Köster 2 sollte die neuesten fachlichen Erkenntnisse und die veränderten Lebensverhältnisse von Senioren widerspiegeln. So sollten verschiedene Dienstleistungen im Rahmen des betreuten Wohnens angeboten werden. Die Pläne für das Gebäude wurden vom Architekten Gerhard Langmaack erstellt. Da die Eigenmittel der Stiftung durch Krieg und Währungsreform weitgehend aufgebraucht waren, mussten öffentliche Fördermittel beantragt werden. Die ersten Arbeiten begannen im September 1978 und die ersten Bewohner bezogen das Gebäude im August 1980.
Die Häuser in der Eppendorfer Kösterstraße wurden 2009 an einen privaten Investor verkauft. Die Kaltmieten betrugen dort im Jahr 2006 noch zwischen 5,00 € und 6,50 € je Quadratmeter.

## Vorstand
Der ehrenamtliche Vorstand der Kösterstiftung besteht gemäß der Satzung aus mindestens fünf Mitgliedern, von denen wenigstens eine Person ein verwandter Nachkomme der Familie von Heinrich und Caroline Köster sein soll. Ein weiteres Mitglied ist nach Möglichkeit ein evangelischer Pastor.
Zurzeit besteht der Vorstand aus
- Torben Dierbach
- Ulrich Thomas
- Stefan Matthaei
- Klaus Kösling (Vorsitzender)
- Ann-Kristin Matthaei
- Philipp Matthaei
- Mary Schmoecker
- Christian de Vogel

## Bewohnerbeirat
Der Bewohnerbeirat besteht aus neun Personen und wird alle drei Jahre gewählt.
Der Beirat vertritt die Belange der Bewohner gegenüber der Geschäftsleitung und wird durch diese über anstehende Planungen und Veränderungen informiert.